# Жозефиния
Жозефиния (лат. Josephinia) — род растений семейства Педалиевые (Pedaliaceae), распространённый в Восточной Африке, на островах Юго-Восточной Азии и в Австралии.

## Ботаническое описание
Невысокие кустарники или полукустарники, или прямостоячие однолетники. Листья обратнояйцевидные или трёхлопастные, обычно зубчатые.
Цветки розовато-лиловые, бледно-розовые или кремовые. Трубка венчика колокольчатая, отгиб почти двугубый, передняя доля увеличена. Плодолистиков преимущественно 3—4. Плоды мелкие (1—2 см длиной), деревянистые, почти шаровидные, нераскрывающиеся, вооруженные многочисленными шипами. Семян либо 8—12, обратнояйцевидных с морщинистой семенной кожурой, либо 4, продолговатых с гладкой семенной кожурой.

## Таксономия
Josephinia Vent., Jard. Malmaison 2: t. 67 (1804).
Род назван в честь жены Наполеона Бонапарта — французской императрицы Жозефины, увлекавшейся ботаникой и садоводством.
Иногда род рассматривается как секция в составе рода Кунжут [Sesamum sect. Josephinia (Vent.) J.C.Manning & Magee (2018)].

### Виды и их распространение
Род (секция) включает 5 видов:
- Josephinia africana Vatke [=Sesamum rosaceum (Engl.) J.C.Manning & Magee] — Кения, Сомали
- Josephinia celebica Blume [=Sesamum celebicum (Blume) Byng & Christenh.] — Индонезия (Сулавеси)
- Josephinia eugeniae F.Muell. [=Sesamum eugeniae (F.Muell.) Byng & Christenh.] — Австралия
- Josephinia imperatricis Vent. typus[1] [syn.  Josephinia grandiflora R.Br. — Жозефиния крупноцветковая] [=Sesamum imperatricis (Vent.) Byng & Christenh.] — Индонезия, Новая Гвинея, север Австралии
- Josephinia papillosa W.Fitzg. [=Sesamum papillosum (W.Fitzg.) Byng & Christenh.] — север Западной Австралии